# خوان داريو باتالا
خوان داريو باتالا (بالإسبانية: Juan Darío Batalla)‏ هو لاعب كرة قدم أرجنتيني في مركز الوسط، ولد في 18 سبتمبر 1979 في مدينة رافاييلا في الأرجنتين. لعب مع فيليز سارسفيلد ونادي يونيفرسيتاريو.